# میخائیل مسخی
میخائیل مسخی (انگلیسی: Mikheil Meskhi; ۱۲ ژانویهٔ ۱۹۳۷ – ۲۲ آوریل ۱۹۹۱) بازیکن فوتبال گرجی‌تبار اهل اتحاد جماهیر شوروی سوسیالیستی بود.
وی همچنین برندهٔ جوایزی همچون نشان برجسته افتخار شده‌است.
از باشگاه‌هایی که در آن بازی کرده‌است می‌توان به باشگاه فوتبال دینامو تفلیس اشاره کرد.
وی همچنین در تیم ملی فوتبال شوروی بازی کرده‌است.